# Делуц
Делуц (рум. Deluț) — село у повіті Сучава в Румунії. Входить до складу комуни Фунду-Молдовей.
Село розташоване на відстані 352 км на північ від Бухареста, 72 км на захід від Сучави.

## Населення
За даними перепису населення 2002 року у селі проживали 84 особи, усі — румуни. Усі жителі села рідною мовою назвали румунську.